# Diestostemma nervosum
Diestostemma nervosum är en insektsart som först beskrevs av Victor Antoine Signoret 1855.  Diestostemma nervosum ingår i släktet Diestostemma och familjen dvärgstritar.
Artens utbredningsområde är Colombia. Inga underarter finns listade i Catalogue of Life.